# Melanophryniscus setiba
Melanophryniscus setiba é uma espécie de anfíbio da família Bufonidae. Endêmica do Brasil, pode ser encontrada no Parque Estadual Paulo César Vinha, município de Guarapari, no estado do Espírito Santo.